# Inni ludzie (film)
Inni ludzie – polski filmowy dramat muzyczny z 2021 roku w reżyserii Aleksandry Terpińskiej, na motywach powieści Doroty Masłowskiej pod tym samym tytułem. Film odniósł znaczący sukces festiwalowy, zdobywając między innymi Grand Prix „Wielki Jantar” na Koszalińskim Festiwal Debiutów Filmowych „Młodzi i Film” i Grand Prix festiwalu Tarnowska Nagroda Filmowa; nagradzano reżyserię Terpińskiej, montaż Magdaleny Chowańskiej oraz muzykę rapera Auera.

## Opis fabuły
Inni ludzie to hip-hopowy film opowiadający historię ludzi uwikłanych w miłosny trójkąt we współczesnej Warszawie. Główni bohaterowie to Kamil – 32-letni mężczyzna bez perspektyw, mieszkający z matką, marzący o karierze rapera i utrzymujący się z dorywczych prac oraz handlu narkotykami, oraz Iwona – znudzona i nieszczęśliwa czterdziestoletnia żona Maćka, żyjąca na kredyt w luksusowym domu i zażywająca antydepresanty. Film wyróżnia się nietypową formą – dialogi bohaterów przyjmują postać rapu, a całości przygląda się narrator.

## Obsada
- Jacek Beler – Kamil
- Sonia Bohosiewicz – Iwona
- Magdalena Koleśnik – Anecia, dziewczyna Kamila
- Marek Kalita – Maciek, mąż Iwony
- Sebastian Fabijański – narrator
- Barbara Jonak – matka Kamila

## Nagrody
| Rok  | Festiwal/instytucja                                     | Nagroda                                          | Nominowani           | Wynik     |
| ---- | ------------------------------------------------------- | ------------------------------------------------ | -------------------- | --------- |
| 2021 | Festiwal Polskich Filmów Fabularnych                    | Nagroda Onetu „Odkrycie Festiwalu”               | Aleksandra Terpińska | Wygrana   |
| 2021 | Festiwal Polskich Filmów Fabularnych                    | Nagroda Sieci Kin Studyjnych i Lokalnych         |                      | Wygrana   |
| 2021 | Festiwal Polskich Filmów Fabularnych                    | Nagroda za debiut reżyserski lub drugi film      | Aleksandra Terpińska | Wygrana   |
| 2021 | Festiwal Polskich Filmów Fabularnych                    | Nagroda za montaż                                | Magdalena Chowańska  | Wygrana   |
| 2021 | Festiwal Polskich Filmów Fabularnych                    | Nagroda za główną rolę męską                     | Jacek Beler          | Wygrana   |
| 2022 | Black Nights Film Festival w Tallinie                   | Nagroda FIPRESCI                                 | Aleksandra Terpińska | Wygrana   |
| 2022 | „Polityka”                                              | Paszport „Polityki”                              | Aleksandra Terpińska | Wygrana   |
| 2022 | Tarnowska Nagroda Filmowa                               | Grand Prix                                       |                      | Wygrana   |
| 2022 | Festiwal Filmowy im. Krzysztofa Komedy                  | Grand Prix Komeda                                | Auer                 | Wygrana   |
| 2022 | Koszaliński Festiwal Debiutów Filmowych „Młodzi i Film” | Wielki Jantar za pełnometrażowy debiut fabularny |                      | Wygrana   |
| 2022 | Koszaliński Festiwal Debiutów Filmowych „Młodzi i Film” | Nagroda za muzykę                                | Auer                 | Wygrana   |
| 2022 | Europejska Nagroda Filmowa                              | Odkrycie roku – Nagroda FIPRESCI                 | Aleksandra Terpińska | Nominacja |
| 2022 | Polska Akademia Filmowa                                 | Orzeł za najlepszą reżyserię                     | Aleksandra Terpińska | Nominacja |
| 2022 | Polska Akademia Filmowa                                 | Orzeł za najlepszy scenariusz                    | Aleksandra Terpińska | Nominacja |
| 2022 | Polska Akademia Filmowa                                 | Orzeł za najlepszy montaż                        | Magdalena Chowańska  | Nominacja |
| 2022 | Polska Akademia Filmowa                                 | Orzeł za najlepszą główną rolę męską             | Jacek Beler          | Nominacja |
| 2022 | Polska Akademia Filmowa                                 | Orzeł za najlepszą główną rolę kobiecą           | Magdalena Koleśnik   | Nominacja |
| 2022 | Polska Akademia Filmowa                                 | Odkrycie roku – reżyseria                        | Aleksandra Terpińska | Nominacja |